# Anopheles maliensis
Anopheles maliensis är en tvåvingeart som beskrevs av Bailly-choumara och Adam 1959. Anopheles maliensis ingår i släktet Anopheles och familjen stickmyggor.
Artens utbredningsområde är Guinea. Inga underarter finns listade i Catalogue of Life.